# Dalok és dallamok
A Dalok és Dallamok a Magyar Rádió hetedik rádiója volt ami 2009. december 15-én indult el. A 24 órás webrádió műsorát az operett, a népzene és a nótazene tette ki. Közel 2500 elemből álló zenei műsorkínálatát a Magyar Rádió és a Hagyományok Háza segítségével állították össze. 2010. január 1-jétől a Régió Rádió regionális frekvenciáin is hallgatható volt a Dalok és dallamok műsora, minden nap 18.00 és 06.00 között. 06.00 és 18.00 között a Dalok és dallamok netes stream segítségével volt figyelemmel kísérhető. 2012. december 22-én a Régió Rádióval együtt megszűnt, és felváltotta a hasonló tematikájú Dankó Rádió.

Az MR7 logója 2012 nyaráig

## Külső hivatkozások
- A csatorna honlapja